# Geoinformationswesen der Bundeswehr
Geoinformationswesen der Bundeswehr (GeoInfoWBw) umfasst alle Geowissenschaften und zugehörige Randgebiete, die für die Auftragserfüllung der Bundeswehr sowie des Bundesministeriums der Verteidigung (BMVg) erforderlich sind. 18 Fachdisziplinen der Geowissenschaften bzw. geowissenschaftliche Inhalte anderer Wissenschaftsdisziplinen sind unter dem Begriff des Geoinformationswesens zusammengefasst. Diese reichen u. a. von der Biologie und Ökologie über die Geoinformatik, Geodäsie, Geographie und Geologie bis hin zur Meteorologie und Ozeanographie. Zentrale Einrichtung des Geoinformationsdienstes der Bundeswehr ist das Zentrum für Geoinformationswesen der Bundeswehr (ZGeoBw) in Euskirchen.

## GeoInfo-Unterstützung
Die GeoInfo-Unterstützung befähigt die Streitkräfte, Geofaktoren in die Planungs- und Entscheidungsprozesse einzubeziehen, einsatzrelevante Umwelteinflüsse zu erkennen und für
das eigene Handeln auszuwerten, sich exakt zu positionieren, zu navigieren und präzise auf Ziele zu wirken.

## Geoinformationsdienst der Bundeswehr
Der Geoinformationsdienst der Bundeswehr (GeoInfoDBw) ist ein bundeswehrgemeinsamer militärischer Fachdienst, der im Geschäftsbereich des Bundesministeriums der Verteidigung für die Bearbeitung der Angelegenheiten des Geoinformationswesen der Bundeswehr zuständig ist. Er stellt mit seinen Kräften die GeoInfo-Unterstützung sicher und wird durch den Leiter des Geoinformationsdienstes der Bundeswehr (LtrGeoInfoDBw) geführt. Diese Aufgabe nimmt in Personalunion derzeit der Kommandeur des ZGeoBw wahr. Fachdienstlich sind dem Leiter alle Soldaten des Fachdienstes unterstellt. Der GeoInfoDBw ist für die Weiterentwicklung des Geoinformationswesens der Bundeswehr, des Fachdienstes sowie der GeoInfo-Unterstützung zuständig und betreibt wissenschaftliche Grundlagen- und angewandte Forschungsarbeit.  Der GeoInfoDBw verfügt über eigene Laufbahnen.
An über 80 Standorten sind GeoInfo-Kräfte in ausgewählten Truppenteilen und Dienststellen der Teilstreitkräfte Heer, Luftwaffe, Marine, Cyber- und Informationsraum sowie im Militärischen Organisationsbereich SKB und Sanitätsdiensdienst, in der Führungsakademie der Bundeswehr, dem Luftfahrtamt der Bundeswehr, im zivilen Organisationsbereich Ausrüstung, Informationstechnik und Nutzung, dem IUD sowie in NATO-Hauptquartieren wie auch im EUMS vertreten. Sie nehmen dort Aufgaben in der unmittelbaren GeoInfo-Beratung und fachlichen Unterstützung vor Ort wahr wie z. B. auch in der Wetter- und Flugwetterberatung.
Durch die neue Fähigkeit, den Streitkräften ganzheitliche Geo-Serviceleistungen verzugsarm bereitzustellen, leistet der GeoInfoDBw einen wesentlichen Beitrag zum erfolgreichen und ressourcenschonendem Einsatz, zum Schutz von Leib und Leben der eigenen Kräfte sowie zur Begrenzung von Kollateralschäden.
Der Einsatz moderner Waffensysteme wie z. B. des Marschflugkörpers Taurus kann ohne die Bereitstellung von präzisen, qualitätsgesicherten und aktuellen Geoinformationen nicht mehr erfolgen oder zumindest nicht seine volle Wirkung entfalten.
Der Geoinformationsdienst der Bundeswehr ist, neben dem Referat GeoInfoW in der Unterabteilung G2, auch durch das Referat Geoinformationsunterstützung im Land Intelligence Centre im Kommando Heer vertreten.

### Geschichte
Der GeoInfoDBw wurde ab Mitte 2002 gebildet durch die Fusion des Geophysikalischen Beratungsdienstes der Bundeswehr (GeophysBDBw), zu dem unter anderem das Amt für Wehrgeophysik gehörte, mit dem Militärgeographischen Dienst (MilGeoDst) mit seinen Anteilen Amt für Militärisches Geowesen und Topographietruppe. Deren Ursprünge reichen bis in die Anfänge der Aufstellung der Bundeswehr zurück und begründen sich aus den Erfahrungen der Geschichte wie auch der föderativen Struktur der Bundesrepublik Deutschland. Die erste Dienststelle, die ab 1. Juli 2002 die neue Bezeichnung „GeoInfo“ im Namen führte, war die Abteilung Geoinformationswesen im damaligen Luftwaffenamt.